# Zaluzianskya microsiphon
Zaluzianskya microsiphon là một loài thực vật có hoa trong họ Huyền sâm. Loài này được K. Schum. miêu tả khoa học đầu tiên.